# Eino Viljami Panula
Eino Viljami Panula (10 de março de 1911 – 15 de abril de 1912) foi um jovem garoto finlandês que morreu durante o naufrágio do RMS Titanic. De 2002 até 2007, se acreditava que ele seria "A Criança Desconhecida" (ou "The Unknown Child" em inglês), o nome dado ao corpo de um pequeno garoto recuperado após o desastre.

## RMS Titanic
Eino estava viajando com sua mãe, Maria Emilia Panula (nascida Maija Emelia Ketola-Ojala) e quatro irmãos mais velhos: Ernesti Arvid (nascido em 18 de maio de 1895), Jaakko Arnold (nascido em 8 de fevereiro de 1897), Juha Niilo (nascido em 1º de setembro de 1904) e Urho Abraham (nascido em 25 de abril de 1909). Três outras crianças morreram antes da viagem: Juho Eemeli (23 de outubro de 1892 – 23 de dezembro de 1892), Emma Iida (24 de fevereiro de 1901 – 8 de abril de 1910) e Lyydia (17 de junho de 1903 – 23 de dezembro de 1903).
A família seguia para Coal Center, Pensilvânia, para se juntar ao pai da família, Juha. Todos os seis membros pereceram no desastre.
A série da TV americana PBS Secrets of the Dead desempenhou um papel fundamental na identificação inicial em  2002 de Panula descrita como a "Criança Desconhecida" quando apresentaram a história da vítima desconhecida do Titanic em um dos episódios e rastreou o DNA da criança até uma mulher finlandesa com o nome de Magda Schleifer, cuja irmã de sua avó era Maria Emilia Panula. Outro parente da família Panula, Hildur Panula-Heinonen, escreveu diversos e extensos artigos relacionados à família.
Em 1º de agosto de 2007 foi relatado que um teste no HVS1 da criança, um tipo de molécula de DNA mitocondrial, não correspondia à família Panula. O teste de DNA original foi considerado incorreto e os pesquisadores da Lakehead University em Thunder Bay, Ontário identificaram o garoto como uma criança inglesa de 19 meses de vida, Sidney Leslie Goodwin, que estava viajando no Titanic com sua família em busca de uma nova vida na América.
O corpo de Eino Panula nunca foi recuperado.